# Marco Crugnola
Marco Crugnola (* 24. Mai 1983 in Varese) ist ein ehemaliger italienischer Tennisspieler.

## Leben und Karriere

### Bis 2003: Juniorenkarriere und erste Profi-Turniere
Marco Crugnola trat in den Jahren 2000 und 2001 bei verschiedenen internationalen Juniorenturnieren an und konnte dabei einen Titel im Doppel gewinnen. Ab 2002 trat Crugnola bei Satellite- und Future-Turnieren an und konnte dort 2003 erste Weltranglistenpunkte sammeln.

### 2004–2007: Erfolge bei Future- und Challenger-Turnieren
2004 entschied sich Marco Crugnola für eine Karriere als Tennisprofi. Im September 2005 gewann er in Italien seinen ersten Future-Titel. Im Mai 2006 folgte in Großbritannien der nächste Future-Titel, zudem konnte Crugonal in diesem Jahr bei mehreren Challenger-Turnieren das Viertelfinale erreichen, und stieg bis zum Jahresende bis auf Platz 323 der Weltrangliste. Im März 2007 stand Marco Crugnola in Sarajevo erstmals in einem Challenger-Halbfinale. In diesem Jahr versuchte er sich bei mehreren Grand-Slam-Turnieren zu qualifizieren und schaffte es dabei in Wimbledon bis in die dritte Qualifikationsrunde. Im April 2007 hatte er sich bis auf Platz 249 der Weltrangliste vorgearbeitet, fiel jedoch in den folgenden zwölf Monaten wieder bis auf Rang 543 zurück.

### 2008–2010: ATP-Debüt und Einstieg in die Top 200
Im Februar 2008 gelang Crugnola in Delray Beach erstmals die Qualifikation für ein ATP-Turnier, er verlor jedoch in der ersten Runde gegen Mardy Fish. Nachdem er im Sommer 2008 drei Challenger-Viertelfinals erreicht hatte, stand er im August 2008 in Vigo als Qualifikant zum ersten Mal in einem Challenger-Finale, welches er jedoch in drei Sätzen gegen Pablo Andújar verlor. Im September 2008 erreichte Crugnola noch zwei weitere Challenger-Halbfinals und arbeitete sich so innerhalb eines halben Jahres um über 300 Plätze bis auf Rang 227 der Weltrangliste vor. Im Doppel konnte er in diesem Jahr sogar vier Challenger-Titel gewinnen.
Der erste größere Erfolg im Jahr 2009 war ein Challenger-Halbfinale im April 2009. Einen Monat später konnte sich Marco Crugonla beim Madrid Masters durch Siege über die Top-100-Spieler Máximo González und Iván Navarro zum zweiten Mal in seiner Karriere für ein ATP-Turnier qualifizieren. In der ersten Hauptrunde war er jedoch chancenlos gegen Stanislas Wawrinka. Im Juni 2009 schied er wie schon vor zwei Jahren bei der Wimbledon-Qualifikation in der dritten Qualifikationsrunde aus. Danach erreichte er mit Rang 165 seine bislang beste Platzierung in der Weltrangliste.
Aufgrund ausbleibender Erfolge fiel Marco Crugnola in den folgenden zwölf Monaten wieder bis auf Rang 351 zurück. Im August 2010 konnte er dann in Italien seinen ersten Future-Titel seit über vier Jahren gewinnen, und zwei Wochen später erreichte er in Manerbio als Qualifikant zum zweiten Mal in seiner Karriere ein Challenger-Finale. Er verlor jedoch glatt in zwei Sätzen gegen den an Position 2 gesetzten Robin Haase. Die folgenden Monate verliefen ohne größere Höhepunkte, und er beendete das Jahr auf Rang 235 der Weltrangliste.

### 2011–2012: Grand-Slam-Debüt
Im Januar 2011 konnte sich Marco Crugnola bei den Australian Open zum ersten Mal in seiner Karriere für ein Grand-Slam-Turnier qualifizieren. In der ersten Hauptrunde unterlag er dann aber klar dem an Position 6 gesetzten Tomáš Berdych. Im weiteren Jahresverlauf konnte er jedoch nicht an diesen Erfolg anknüpfen, so scheiterte er in Wimbledon wie schon zwei Jahre zuvor in der dritten Qualifikationsrunde. Auf Challenger-Ebene erreichte er zwei Viertelfinals im Einzel und gewann ein Turnier im Doppel, zudem konnte er im Oktober 2011 einen Future-Einzeltitel gewinnen.

## Erfolge
| Legende (Anzahl der Siege)  |
| Grand Slam                  |
| ATP World Tour Finals       |
| ATP World Tour Masters 1000 |
| ATP World Tour 500          |
| ATP World Tour 250          |
| ATP Challenger Tour (8)     |

### Doppel

#### Turniersiege
| Nr. | Datum              | Turnier      | Belag | Partner               | Finalgegner                             | Ergebnis           |
| --- | ------------------ | ------------ | ----- | --------------------- | --------------------------------------- | ------------------ |
| 1.  | 22. Juni 2008      | Braunschweig | Sand  | Óscar Hernández       | Werner Eschauer Philipp Oswald          | 7:64, 6:2          |
| 2.  | 19. Juli 2008      | Rimini       | Sand  | Leonardo Azzaro       | Cătălin-Ionuț Gârd Matwé Middelkoop     | 6:1, 6:1           |
| 3.  | 2. August 2008     | Cordenons    | Sand  | Alessio di Mauro      | David Škoch Igor Zelenay                | 1:6, 6:4, [10:6]   |
| 4.  | 15. August 2008    | Vigo         | Sand  | Alessandro Motti      | Pedro Clar Rosselló Pablo Martín Adalia | 6:3, 4:6, [10:4]   |
| 5.  | 6. September 2009  | Como         | Sand  | Alessandro Motti      | Treat Conrad Huey Harsh Mankad          | 7:63, 6:2          |
| 6.  | 18. September 2011 | Banja Luka   | Sand  | Rubén Ramírez Hidalgo | Jan Mertl Matwé Middelkoop              | 7:63, 3:6, [10:8]  |
| 7.  | 21. Juni 2013      | Mailand      | Sand  | Daniele Giorgini      | Alex Bolt Peng Hsien-yin                | 4:6, 7:5, [10:8]   |
| 8.  | 27. Juli 2013      | Orbetello    | Sand  | Simone Vagnozzi       | Guillermo Durán Renzo Olivo             | 7:63, 6:75, [10:6] |